# Episodi di The Andy Griffith Show (seconda stagione)
La seconda stagione della serie televisiva The Andy Griffith Show è andata in onda negli Stati Uniti dal 2 ottobre 1961 al 7 maggio 1962 sulla CBS.
| nº | Titolo originale                | Prima TV USA     |
| -- | ------------------------------- | ---------------- |
| 1  | Opie and the Bully              | 2 ottobre 1961   |
| 2  | Barney's Replacement            | 9 ottobre 1961   |
| 3  | Andy and the Woman Speeder      | 16 ottobre 1961  |
| 4  | Mayberry Goes Bankrupt          | 23 ottobre 1961  |
| 5  | Barney on the Rebound           | 30 ottobre 1961  |
| 6  | Opie's Hobo Friend              | 13 novembre 1961 |
| 7  | Crime-Free Mayberry             | 20 novembre 1961 |
| 8  | The Perfect Female              | 27 novembre 1961 |
| 9  | Aunt Bee's Brief Encounter      | 4 dicembre 1961  |
| 10 | The Clubmen                     | 11 dicembre 1961 |
| 11 | The Pickle Story                | 18 dicembre 1961 |
| 12 | Sheriff Barney                  | 25 dicembre 1961 |
| 13 | The Farmer Takes a Wife         | 1º gennaio 1962  |
| 14 | The Keeper of the Flame         | 8 gennaio 1962   |
| 15 | Bailey's Bad Boy                | 15 gennaio 1962  |
| 16 | The Manicurist                  | 22 gennaio 1962  |
| 17 | The Jinx                        | 29 gennaio 1962  |
| 18 | Jailbreak                       | 5 febbraio 1962  |
| 19 | A Medal for Opie                | 12 febbraio 1962 |
| 20 | Barney and the Choir            | 19 febbraio 1962 |
| 21 | Guest of Honor                  | 26 febbraio 1962 |
| 22 | The Merchant of Mayberry        | 5 marzo 1962     |
| 23 | Aunt Bee the Warden             | 12 marzo 1962    |
| 24 | The County Nurse                | 19 marzo 1962    |
| 25 | Andy and Barney in the Big City | 26 marzo 1962    |
| 26 | Wedding Bells for Aunt Bee      | 2 aprile 1962    |
| 27 | Three's a Crowd                 | 9 aprile 1962    |
| 28 | The Bookie Barber               | 16 aprile 1962   |
| 29 | Andy on Trial                   | 23 aprile 1962   |
| 30 | Cousin Virgil                   | 30 aprile 1962   |
| 31 | Deputy Otis                     | 7 maggio 1962    |

## Opie and the Bully
- Prima televisiva: 2 ottobre 1961
- Diretto da: Bob Sweeney
- Scritto da: Frank Tarloff

### Trama
- Guest star: Terry Dickinson (Sheldon)

## Barney's Replacement
- Prima televisiva: 9 ottobre 1961
- Diretto da: Bob Sweeney
- Scritto da: Charles Stewart, Jack Elinson

### Trama
- Guest star: Cheerio Meredith (Emma Brand), Betty Lynn (Thelma Lou), Mark Miller (Bob Rogers), Hope Summers (Clara Johnson)

## Andy and the Woman Speeder
- Prima televisiva: 16 ottobre 1961
- Diretto da: Bob Sweeney
- Scritto da: Charles Stewart, Jack Elinson

### Trama
- Guest star: Jean Hagen (Elizabeth Crowley), Dick Elliott (sindaco Pike), Howard McNear (Floyd Lawson)

## Mayberry Goes Bankrupt
- Prima televisiva: 23 ottobre 1961
- Diretto da: Bob Sweeney
- Scritto da: Charles Stewart, Jack Elinson

### Trama
- Guest star: Andy Clyde (Frank Myers), Phil Chambers (Jason), Warren Parker (Harlan Fergus), Hal Torey (Out-of-Town Motorist), Jason Johnson (consigliere), Dick Elliott (sindaco Pike)

## Barney on the Rebound
- Prima televisiva: 30 ottobre 1961
- Diretto da: Bob Sweeney
- Scritto da: Charles Stewart, Jack Elinson

### Trama
- Guest star: Beverly Tyler (Gladys 'Melissa' Stevens), Betty Lynn (Thelma Lou), Jackie Coogan (George Stevens)

## Opie's Hobo Friend
- Prima televisiva: 13 novembre 1961

Special
- Diretto da: Bob Sweeney
- Scritto da: Harvey Bullock

### Trama
- Guest star: Buddy Ebsen (David Browne)

## Crime-Free Mayberry
- Prima televisiva: 20 novembre 1961
- Diretto da: Bob Sweeney
- Scritto da: Paul Henning

### Trama
- Guest star: George Petrie (Joe Layton), Edmon Ryan (Fred Jenkins), Stanley Farrar (Ray Watson), Dick Elliott (sindaco Pike), Howard McNear (Floyd Lawson), Hal Smith (Otis Campbell), Elizabeth Talbot-Martin (Margaret Williamson)

## The Perfect Female
- Prima televisiva: 27 novembre 1961
- Diretto da: Bob Sweeney
- Scritto da: Charles Stewart, Jack Elinson

### Trama
- Guest star: Gail Davis (Karen Moore), Alfred Hopson (Skeet Referee), Betty Lynn (Thelma Lou)

## Aunt Bee's Brief Encounter
- Prima televisiva: 4 dicembre 1961
- Diretto da: Bob Sweeney
- Scritto da: Ben Gershman, Leo Solomon

### Trama
- Guest star: Doodles Weaver (George Bricker), George Cisar (sceriffo Mitchell), Edgar Buchanan (Henry Wheeler), Sherwood Keith (Scissors Sharpener)

## The Clubmen
- Prima televisiva: 11 dicembre 1961
- Diretto da: Bob Sweeney
- Scritto da: Fred S. Fox, Irving Elinson

### Trama
- Guest star: Burt Mustin (Jud Fletcher), George N. Neise (Roger Courtney), Ross Elliott (Tom Wilson), Brad Olson (George Bronson), Bob McQuain (Jim Baker), Howard McNear (Floyd Lawson)

## The Pickle Story
- Prima televisiva: 18 dicembre 1961
- Diretto da: Bob Sweeney
- Scritto da: Harvey Bullock

### Trama
- Guest star: Hope Summers (Clara Johnson), Stanley Farrar (Ray Watson, Giudice), Lee Krieger (Out-of-State Motorist), Warren Parker (Harlan Fergus, Giudice)

## Sheriff Barney
- Prima televisiva: 25 dicembre 1961
- Diretto da: Bob Sweeney
- Scritto da: Ben Gershman, Leo Solomon

### Trama
- Guest star: Dabbs Greer (Consigliere Dobbs), Orville Sherman (Mr. Welch), Joseph Hamilton (Checker Player), Jack Prince (Rafe Hollister), Ralph Dumke (sindaco Purdy di Greendale), Jack Teagarden (Boy on Bicycle), Paul Bryar (Consigliere), Howard McNear (Floyd Lawson), Hal Smith (Otis Campbell), Frank Warren (Mr. Osgood)

## The Farmer Takes a Wife
- Prima televisiva: 1º gennaio 1962
- Diretto da: Bob Sweeney
- Scritto da: Charles Stewart, Jack Elinson

### Trama
- Guest star: Alan Hale, Jr. (Jeff Pruitt), Bob McQuain (Joe Waters), Betty Lynn (Thelma Lou), Rachel Romen (Mary)

## Keeper of the Flame
- Prima televisiva: 8 gennaio 1962
- Diretto da: Bob Sweeney
- Scritto da: Charles Stewart, Jack Elinson

### Trama
- Guest star: Everett Sloane (Jubal Foster), Flip Mark (Leader dei Wildcat), Terry Dickinson (Sheldon, membro Wildcat), Mark Rodney (membro Wildcat)

## Bailey's Bad Boy
- Prima televisiva: 15 gennaio 1962
- Diretto da: Bob Sweeney
- Scritto da: Ben Gershman, Leo Solomon

### Trama
- Guest star: Jon Lormer (partner di Fletch Dilbeck), John Graham (Arthur Harrington), Bill Bixby (Ron Bailey), Hal Smith (Otis Campbell)

## The Manicurist
- Prima televisiva: 22 gennaio 1962
- Diretto da: Bob Sweeney
- Scritto da: Charles Stewart, Jack Elinson

### Trama
- Guest star: Barbara Eden (Ellen Brown), Bob McQuain (Manicure Customer), Cheerio Meredith (Emma Watson), Howard McNear (Floyd Lawson), Dick Elliott (sindaco Pike), Sherwood Keith (Sam), Frank Warren (Art)

## The Jinx
- Prima televisiva: 29 gennaio 1962
- Diretto da: Bob Sweeney
- Scritto da: Jack Elinson, Charles Stewart

### Trama
- Guest star: Sherwood Keith (Sam, Hardware Dealer), John Qualen (Henry Bennett), Clint Howard (Leon), Howard McNear (Floyd Lawson), Frank Warren (Art, the Grocer), Sherman Sanders (Square Dance Caller)

## Jailbreak
- Prima televisiva: 5 febbraio 1962
- Diretto da: Bob Sweeney
- Scritto da: Harvey Bullock

### Trama
- Guest star: Sally Mills (Newlywed Woman), Fred Sherman (Fred Goss), Bob McQuain (Newlywed Man), Rita Kenaston (Malloy), Allan Melvin (assistente di "Doc" Malloy), Ken Lynch (Mr. Horton), Frank Warren (Art, il droghiere)

## A Medal for Opie
- Prima televisiva: 12 febbraio 1962
- Diretto da: Bob Sweeney
- Scritto da: Frank Tarloff

### Trama
- Guest star: Bob McQuain (Joe Waters), Pat Coghlan (Fred Stevens), Ralph Leabow, Joan Carey

## Barney and the Choir
- Prima televisiva: 19 febbraio 1962
- Diretto da: Bob Sweeney
- Scritto da: Charles Stewart, Jack Elinson

### Trama
- Guest star: Olan Soule (John Masters), Betty Lynn (Thelma Lou)

## Guest of Honor
- Prima televisiva: 26 febbraio 1962
- Diretto da: Aaron Ruben
- Scritto da: Jack Elinson, Charles Stewart

### Trama
- Guest star: Sherwood Keith (Sam, Hardware Dealer), Bill Hickman (Pierce County Motocycle poliziotto), Jay Novello (Sheldon Davis), Howard McNear (Floyd Lawson), Frank Warren (Art, il droghiere)

## The Merchant of Mayberry
- Prima televisiva: 5 marzo 1962
- Diretto da: Bob Sweeney
- Scritto da: Ben Gershman, Leo Solomon

### Trama
- Guest star: Sara Seegar (Ms. Farmer), Mary Lansing (Mrs. Mason), Will Wright (Ben Weaver), Bob McQuain (Joe Waters), Sterling Holloway (Bert Miller)

## Aunt Bee the Warden
- Prima televisiva: 12 marzo 1962
- Diretto da: Bob Sweeney
- Scritto da: Charles Stewart, Jack Elinson

### Trama
- Guest star: Hope Summers (Clara Johnson), Orville Sherman (Billy Gordon), Bob McQuain (Ike Gordon), Paul Bakanas (Junior Gordon), Hal Smith (Otis Campbell), Mary Lansing (Mary)

## The County Nurse
- Prima televisiva: 19 marzo 1962
- Diretto da: Bob Sweeney
- Scritto da: Jack Elinson, Charles Stewart

### Trama
- Guest star: Julie Adams (Mary Simpson), Jack Prince (Rafe Hollister)

## Andy and Barney in the Big City
- Prima televisiva: 26 marzo 1962
- Diretto da: Bob Sweeney
- Scritto da: Harvey Bullock

### Trama
- Guest star: Arte Johnson (Hotel Desk Clerk), Peter Leeds (sergente Nelson), Ottola Nesmith (Woman with Jewels), Roger Til (cameriere), Les Tremayne (C.J. Hassler), Robert Carson (commissario Hedges), Thomas Myers (commissario), Allan Melvin (detective Bardolli)

## Wedding Bells for Aunt Bee
- Prima televisiva: 2 aprile 1962
- Diretto da: Bob Sweeney
- Scritto da: Harvey Bullock

### Trama
- Guest star: Fred Sherman (Fred Goss), Hal Smith (Otis Campbell), Hope Summers (Clara Johnson)

## Three's a Crowd
- Prima televisiva: 9 aprile 1962
- Diretto da: Bob Sweeney
- Scritto da: Charles Stewart, Jack Elinson

### Trama
- Guest star: Sue Ane Langdon (Mary Simpson), Betty Lynn (Thelma Lou)

## The Bookie Barber
- Prima televisiva: 16 aprile 1962
- Diretto da: Bob Sweeney
- Scritto da: R. S. Allen, R. S. Allen, Harvey Bullock

### Trama
- Guest star: Taggart Casey (Bookie with Striped Tie), Harry Swoger (Barber Shop Customer), Tom Monroe (Barber Shop Customer), Herb Vigran (Bill Medwin), Howard McNear (Floyd Lawson), Joe Stannard

## Andy on Trial
- Prima televisiva: 23 aprile 1962
- Diretto da: Bob Sweeney
- Scritto da: Charles Stewart, Jack Elinson

### Trama
- Guest star: Byron Morrow (Commissioner), Robert Brubaker (Mr. Milton), Roy Roberts (J. Howard Jackson), Sally Mansfield (Miss Fenwick), Richard Vath (avvocato di Mr. Jackson), Ruta Lee (Jean Boswell)

## Cousin Virgil
- Prima televisiva: 30 aprile 1962
- Diretto da: Bob Sweeney
- Scritto da: Jack Elinson, Charles Stewart

### Trama
- Guest star: Rance Howard (conducente del bus), Michael J. Pollard (Virgil), Hal Smith (Otis Campbell)

## Deputy Otis
- Prima televisiva: 7 maggio 1962
- Diretto da: Bob Sweeney
- Scritto da: Irving Elinson, Fred S. Fox

### Trama
- Guest star: Stanley Adams (Ralph Campbell), Dorothy Neumann (Rita Campbell), Amzie Strickland (Verlaine Campbell), Hal Smith (Otis Campbell)